# L'ora delle streghe
L'ora delle streghe (titolo originale The Witching Hour), pubblicato nel 1990 è il primo libro della saga delle Streghe Mayfair di Anne Rice.

## Trama
In questo libro si incontrano alcuni dei principali personaggi della trilogia: la dottoressa Rowan Mayfair; Michael Curry, un architetto sognante la sua vecchia casa a New Orleans; Aaron Lightner, uno psichico membro del Talamasca; Lasher, uno spirito con propositi maligni; e le streghe Mayfair, un'antica famiglia del Sud con una tendenza alla poesia ed all'incesto, ed un talento per la riservatezza ed i rischi d'affari.
Rowan e Michael si innamorano dopo che lei l'ha salvato dall'annegamento e quando lui decide di tornare a New Orleans, lei lo segue per conoscere i segreti del suo passato. Aaron sta studiando le Mayfair e Lasher da molti anni e rintraccia Michael condividendo con lui la storia della famiglia e dello spirito, che Michael è stato in grado di vedere sin da quando era bambino. Ciò che segue è una raccapricciante storia colma di assassini, incesti e tradimenti. Ci sono, comunque, molti punti vuoti in sospeso che possono essere colmati unicamente dallo stesso Lasher.
Rowan e Michael si sposano malgrado tutto e Rowan si prende la responsabilità di designatore dell'eredità Mayfair. Sogna un centro medico dove chiunque, nonostante l'età, la razza o lo stato finanziario possa essere curato. Rimane incinta e sembra che lei e Michael stiano annullando la maledizione dell'eredità.
Ciò non è vero, comunque, in quanto Lasher, alla fine, si rivela a Rowan e le spiega il suo desiderio: essere di nuovo in carne ed ossa cosicché egli possa di nuovo camminare sulla terra. Segretamente pensando di riuscire ad ingannarlo, accetta di mandare Michael via dalla casa nel giorno di Natale cosicché Lasher possa effettuare la sua ambizione secolare. Seppur Rowan tenti di far fallire il proposito dello spirito, Lasher si fa di carne ed ossa entrando nel feto di lei. Rowan entra immediatamente in travaglio e Lasher, il Taltos, nasce. Il neonato cresce spropositatamente ad una velocità elevata, diventando adulto in pochi minuti.
Michael ritorna a casa e vedendo ciò che suo figlio, che aveva tanto desiderato, è diventato, si avventa su di esso per ucciderlo. Ma Lasher è troppo forte e tenta di annegare Michael nella piscina. Terrorizzata per la vita di Michael, Rowan convince la creatura ad andar via con lei e svaniscono insieme.

## Edizioni
- Anne Rice, L'ora delle streghe, traduzione di Roberta Rambelli, collana Narrativa, Salani, 1995,  p. 936, ISBN 88-7782-403-4.